# Rose Hill Acres
Rose Hill Acres – miasto w Stanach Zjednoczonych, w stanie Teksas, w hrabstwie Hardin.